# Cynthia A. Pratt
Dame Cynthia Alexandra "Mother" Pratt, GCMG (* 5. November 1945 in New Providence, Britische Kronkolonie Bahamas als Cynthia Alexandra Moxey) ist seit dem 1. September 2023 die Generalgouverneurin der Bahamas.

## Jugend und Ausbildung
Cynthia A. Pratt wurde im November 1945 als dreizehntes der sechzehn Kinder von Herman Moxey und seiner Frau Rose geboren.
Nach dem Abschluss der High School besuchte sie die Princess Margaret Hospital Nursing School, wo sie 1963 eine Ausbildung zur Krankenschwester absolvierte und dort anschließend als solche arbeitete. Ab 1978 war Pratt bis zu ihrer Auswanderung in die USA im Jahr 1980 Sportlehrerin an der C.C. Sweeting Secondary School. Später studierte sie am St. Augustine´s College in Raleigh (North Carolina) und erwarb einen Bachelor of Science in Gesundheit und Pädagogik mit Nebenfach Soziologie. 1993 wurde sie durch das St. Augustine´s College zum Ehrendoktor (Doctor of Humane Letters) ernannt. Viele Jahre lang war sie auch Präsidentin der bahamaischen Absolventenverbandes der Universität.
1981 führte sie die Softball-Nationalmannschaft der Frauen der Bahamas zu einer Bronzemedaille bei den World Games in Santa Clara (Kalifornien), auch war sie Trainerin der Softball-Mannschaft ihrer Universität. Der aus der Zeit der Erfolge als Trainerin stammende Name "Mother Pratt" bis heute üblich.
Nach ihrer Rückkehr auf die Bahamas war Pratt Dozentin am College of the Bahamas.

## Politische Karriere
Nach der Beendigung ihrer Tätigkeit am College of the Bahamas ging Pratt in die Politik und war von 1997 bis 2012 Abgeordnete im bahamaischen Parlament für den Wahlkreis Saint Cecilia.
Von 2002 bis 2007 übte sie auch das Amt der stellvertretenden Premierministerin der Bahamas sowie jenes der Ministerin für Nationale Sicherheit aus. Als 2005 der Premierminister Perry Christie einen Schlaganfall erlitt, übernahm sie kurzzeitig auch dessen Aufgaben.
Im August 2023 gab der Premierminister Philip Davis bekannt, dass er König Charles III. empfohlen habe, Pratt, die bereits seit dem 21. Juli 2023 Stellvertreterin des Generalgouverneurs Cornelius Alvin Smith war, nach dessen Amtsniederlegung am 31. August 2023 zum nächsten Generalgouverneur der Bahamas zu ernennen. Am 1. September 2023 wurde Cynthia Pratt als Generalgouverneurin des Commonwealth der Bahamas vereidigt, sie ist damit die zwölfte Person und erste Frau in diesem Amt seit der Schaffung durch die Unabhängigkeit 1973.
Bei ihrer Antrittsansprache sagte sie "As a mother my eyes and ears are always open to the needs of our young people and the importance of doing all we can to uplift them so that as they grow into adulthood and inherit full responsibility for the continued development of our nation" (dt. "Als Mutter sind meine Augen und Ohren immer offen für die Bedürfnisse unserer jungen Menschen und dafür, wie wichtig es ist, alles in unserer Macht Stehende zu tun, um sie zu fördern, damit sie, wenn sie erwachsen werden, die volle Verantwortung für die weitere Entwicklung unserer Nation übernehmen.").

## Privates
Cynthia Pratt war bis zu dessen Tod mit Joseph B. Pratt verheiratet. Das Paar hat fünf Kinder (vier Söhne und eine Tochter) sowie einen Adoptivsohn, der bereits verstorben ist.
Am 10. November 2017 veröffentlichte Pratt ihre Autobiographie An Ordinary Woman from the Heart of the Inner City.

## Ehrungen
Im Rahmen der Independence Honours am 10. Juli wurde Cynthia Pratt 2018 zum Companion of the Order of Distinction und 2023 zum Companion des Order of the Bahamas ernannt. Bei ihrem Amtsantritt als Generalgouverneurin wurde Pratt mit dem Order of the Nation ausgezeichnet und als Kanzler der National Honours Society of the Bahamas vereidigt. Im Dezember 2023 wurde sie durch die Aufnahme als Dame Grand Cross in den Order of St Michael and St George gewürdigt.